# Довгалюк Олександр Панасович
Олександр Панасович Довгалюк (10 травня 1942, с. Смордва, Млинівський район, нині Україна — 5 квітня 2004, Млинів) — український художник, учитель, засновник художньої школи.

## Життєпис
Народився в Україні в сім'ї музиканта, який здобув освіту за часів Другої Польської Республіки.

### Навчання
До школи пішов 1949 року.
1959—1965 — навчався в художньо-ремісничому училищі в м. Яворів.
1966—1970 — заочно навчався на художньо-графічному факультеті Одеського державного педагогічного університету ім. Ушинського.

### Професійна діяльність
1975 року переїхав до Млинова, де став учителем малювання і креслення. Згодом працював на посадах директора Млинівського будинку піонерів, керівника студії юних художників при будинку піонерів.
Заснував і очолив дитячу художню школу, якою керував понад 30 років до самої смерті і яка стала відомою не лише у Млинівському районі та Рівненській області.

Урок «Скульптури» в Млинівській дитячій художній школі

Школу закінчило 615 учнів, більше 150 продовжили навчання у спеціалізованих вищих та середньо-спеціальних мистецьких закладах. Серед випускників школи є знані в Україні та за її межами художники, скульптори, викладачі вищих та середьно-спеціальних мистецьких закладів.
- Довгалюк Віктор — медіа-художник, скульптор, живописець (син).
- Чижевський Олександр — заслужений архітектор України, кандидат архітектурних наук, директор Київського науково-дослідницького проектного інституту, головний редактор журналу «Особняк».
- Сташук Олександр — кандидат педагогічних наук, доцент Рівненського гуманітарного університету.
- Солованюк Михайло — головний архітектор міста Вінниця.
- Мединський Віктор — головний архітектор міста Житомир.
- Антонович Надія — директор художньої школи ім. Балакірєва, (Москва, Росія).
- Якимчук Павло — заслужений скульптор Росії, викладач Всеросійської академії мистецтв (Санкт-Петербург, Росія).
- Нечипорук Юрій — викладач катедри дизайну Волинського індустріального університету (Луцьк).
- Тищук Олег — кандидат мистецтвознавства (Київ).

### Виставкова діяльність
- 1968 — перша персональна виставка.
- 1970—2004 — постійна участь у групових виставках обласної організації спілки художників України. Організація і участь у групових виставках викладачів, випускників, учнів Млинівської дитячої художньої школи.
- 1992 — персональна виставка до 50-ти річчя в м. Млинів.
- 1995 — виставка із синами Віктором і Юрієм у м. Рівне.
- 2002 — персональна виставка до 60-ти річчя в м. Млинів і в м. Дубно.

## Громадські переконання
Олександр Довгалюк був вихований у дусі антикомунізму та українського патріотизму. За свідченням сина, у своїй бібліотеці батько ревно оберігав цілий фонд забороненої літератури до самого звільнення України 1991 року.